# 格里希夫卡 (薩赫諾夫希納區)
49°7′9″N 35°49′50″E / 49.11917°N 35.83056°E
格里希夫卡（烏克蘭語：Гришівка），是烏克蘭東部的村莊，隸屬哈爾科夫州的別列斯京區。該村始建於1920年，面積0.85平方公里，海拔高度149米，2001年人口513，人口密度每平方公里603.5人。